# Минский замок

План древнего Минска
Границы посада
Границы детинца

Минский замок — древняя деревянная крепость, положившая начало Минску, центральное и основное сооружение Минского Замчища. Возведён во второй половине XI века.

## История

### Древнерусский детинец
Детинец древнерусского Менеска был построен во второй половине XI века возле слияния рек Немиги и Свислочи (район современной площади 8 Марта) как оборонительное сооружение для защиты южных границ Полоцкого княжества. Первое упоминание о нём в летописи датируется 1067 годом. Стоял на мощном земляном валу высотой 8—10 м, имел деревянные крепостные стены и ворота, фланкированные двумя башнями. Детинец неправильной овальной формы являлся сложным архитектурным комплексом с разнообразными, преимущественно деревянными, сооружениями и соборным храмом. Въезд прослеживается с юго-восточной стороны и представлял собой проход между двумя отдельными деревянными башнями, сооружение которых относится ко второй половине XI века. Раскопками было обнаружено несколько улиц, замощённых деревянными настилами — мостовой, основу которой составляли продольные лаги. Лаг было по 2 или 3 в ряд. Сверху их покрывали плотно подогнанными друг к другу поперечными бревнами. Территория Минского детинца была поделена между отдельными усадьбами, представлявшими собой замкнутые дворы, застроенные по краям жилыми и хозяйственными постройками. За стенами детинца возник ремесленный посад (окольный город) с торговой площадью, который, по мнению Л. В. Алексеева, был также укреплён. На незначительном расстоянии от крепости возникали изолированные заселенные участки — это были сторожевые заставы, отдельные монастыри, дворы.
Скорее всего, связывать основание в середине XI века военной крепости Минска следует с именем Всеслава Брячиславича (Чародея). Для проведения активной военной политики ему было необходимо обеспечить свои южные границы и охрану путей, ведущих в Полоцк с юга и запада.
В 1104 году Минск успешно выдержал осаду войск Киевского княжества войсками киевского воеводы Путяты и князей Ярослава Владимировича и Олега Святославича. Почти два месяца безрезультатно осаждал Минск Владимир Мономах в 1116 г. Во время междоусобных войн в 1159, 1160 и 1161 гг. замок безуспешно штурмовал полоцкий князь Рогволод Борисович.

### Замок литовского периода
В XIV—XVI в. Минский замок считался собственностью великого князя Великого княжества Литовского, а позже — польского короля. Замковые укрепления возводили жители Минска и близлежащих деревень. На содержание замка взимались специальные налоги и пошлины. Долгое время замок был военным, политическим и культурным центром, резиденцией князей, наместников, до XVI в. имел военное значение.
В 1505 г. орда крымского калги Махмет-Гирея подошла к Минску. Битва началась после молебна защитников города в замковой церкви. Завоеватели сожгли город, взяли в плен десятки тысяч горожан и местных крестьян, но замок остался неприступным. Считается, что он и его защитники находились под незримым покровительством Минской иконы Божьей Матери.
В 1547 г. замок частично сгорел, после чего постепенно стал терять своё значение. Позже место, где находился Минский замок, называлось Старым городом, Старым местом, Старым замком, За́мчищем. Земляные валы замка зафиксированы на планах Минска конца XVIII — нач. XIX веков.
Сохранились древние документы, содержащие упоминание о Минском Замке. Это записки московского купца Трифона Коробейникова от 1593 г., переписка царя Алексея Михайловича с московскими воеводами, назначенными в белорусские города во время русско-польской войны 1654—1667 годов.

## Расположение

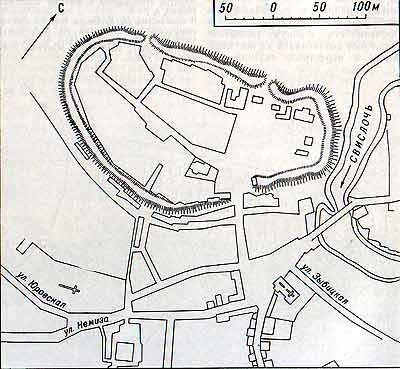
Минский замок на плане 1793 г.

Недалеко от впадения в Свислочь (возле места, где находится Петропавловская церковь), Немига раньше разделялась на два рукава. Левый её рукав (сегодня не существующий), огибал Замок по линии жилых домов нынешнего проспекта Победителей и в районе Дворца Спорта впадал в Свислочь. Правый рукав сохранил своё старое русло и впадает в Свислочь на прежнем месте. На плане Минска 1773 г. помечено, что с северной стороны, а также у западного и юго-западного края крепости местность заболочена. Такое ограничение Замка реками и заболоченной территорией с северной стороны обеспечивало ему стратегическое преимущество во время обороны, основу его военной мощи составлял искусственный деревоземляной вал, который обеспечивал возможность фронтальной стрельбы с городских стен по всему периметру.
Вал был насыпан из стерильного песка и сооружался в два приёма. Первоначально вал имел ширину у основания 14 м, но вскоре был расширен до 22-25 м. Внутренний склон вала был обложен дерном. Вместе с валом замчища минская крепость имела высоту около 13 м (высота вала 8 метров и 5 метров — сама крепостная стена). Внешний склон вала имел крутизну 50-52 градуса, внутренний — 47 градусов. Внутренняя сторона имела сложный ступенчатый профиль. Во многих местах внутри вала были обнаружены массивные бревна, укреплявшие его внутренний и внешний склоны. В раскопе на юго-восточном участке вала около реки в основании вала была выявлена мощная деревянная субструкция, которая состояла из девяти последовательных деревянных накатов из длинных сосновых бревен, уложенных перпендикулярно оси вала. Между накатами располагались бревна, следовавшие вдоль трассы вала. Следует отметить тот факт, что именно изучение колебаний годичных колец деревьев, извлеченных из субструкции земляного вала, дало дату возникновения города. Минск, судя по имеющимся дендрологическим образцам, возник в 1063 году.
На планах города 1793, 1797 гг. территория замка, или Старого города, окружена кольцом вала, разрывавшимся в трёх частях: два разрыва в северной части и один в южной. На плане 1773 г. вал имел 2 прореза — один на севере, другой на юге (южный был главным). Через этот разрыв проходила Великая (позже — Старо-Мясницкая) улица. Въезд в замок был прикрыт с одной стороны выступом вала, что усиливало защитные возможности крепости, так как подход к городским воротам оказывался под фланговым обстрелом. Минская крепость отвечала всем требованиям фортификации того времени и располагала надежными укреплениями.

## Археологические раскопки
В 1945-51, 1957-61, 1976 на территории замка проводились археологические раскопки. Анализ разрезов вала и тщательная расчистка земли под валом, производимая на большой площади, не обнаружили следов древнего поселения, которое могло бы предшествовать возникшей здесь крепости. Остатки оборонительных сооружений древнего Минска были обнаружены в различных местах, и везде они совпали с валом, зарегистрированным на исторических планах города. Он оказался древним, сооружение его датируется второй половиной XI века. Самая высокая точка Замчища, приходившаяся на вершину древнего вала в северо-восточной части городища, возвышалась на 8 метров над дорогой и на 11 метров над уровнем реки. Крепость имела полукруглую форму и занимала сравнительно плоскую местность. При раскопках на Минском замчище было открыто около 130 построек, относящихся к XI—XIV вв.